# Asplenium curtissii
Asplenium curtissii är en svartbräkenväxtart som beskrevs av Lucien Marcus Underwood. Asplenium curtissii ingår i släktet Asplenium och familjen Aspleniaceae. Inga underarter finns listade.